# Драмондвил (Квебек)
Драмондвил (фр. Drummondville) је град у Канади у покрајини Квебек. Према резултатима пописа 2011. у граду је живело 71.852 становника.

## Становништво
Према резултатима пописа становништва из 2011. у граду је живело 71.852 становника, што је за 6,6% више у односу на попис из 2006. када је регистровано 67.392 житеља.
| 2006.  | 2011.  |
| ------ | ------ |
| 67.392 | 71.852 |